# Super Bunny
Super Bunny est un jeu vidéo développé en 1983 par Vic Leone et publié par Datamost pour les ordinateurs de la famille des Apple II.

## Système de jeu
Au début de la partie, le joueur guide un lapin sans défense, et doit tenter de lui faire traverser l'écran de gauche à droite. Le lapin se déplace en effectuant des bonds entre des plates-formes mobiles (certaines vont en montant, d'autres en descendant). L'objectif est d'éviter de percuter les cloisons qui séparent les étages des plates-formes, ainsi que les créatures qui occupent certains de ces étages, tout en tentant d'atteindre la carotte à droite de l'écran. Lorsque le lapin mange la carotte, il se transforme en Super Bunny. À partir de cet instant, l'objectif du joueur est de supprimer toutes les créatures présentes à l'écran en sautant sur elles avec Super Bunny. Il faut cependant continuer d'éviter les cloisons des plates-formes.
Le jeu présente des paroles et des chansons différentes pour chaque level (ex : "Crunch those critters" (Dévore ces créatures) et la chanson "Here Comes Peter Cottontail!" (Voici Pierre QueueDeCoton !). Super Bunny est appelé Reginald Rabbit sur l'écran de démarrage du jeu.

## Crédits
- Développeur: Vic Leone
- Conception du jeu: Bill Russell
- Conception de Super Bunny: Gary Koffler
- Graphiques: Thomas Spears
- Producteur exécutif: Dave Gordon
- Histoire: Dale Kranz
- Musique: Jon Rami and Dale Kranz
- Art et illustrations: Martin Cannon
- Copie de la couverture: Dale Kranz
- Directeur artistique: Art Huff
- Conversion pour Atari par Ryan Jones
- Conversion pour Commodore 64 par Philip Thomas Kovilakath